# Rodrigo Llinas
Rodrigo Fernando Llinas (Santa Fe, Argentina; 4 de junio de 1975) es un exfutbolista argentino. Jugaba como arquero y su primer equipo fue Unión de Santa Fe. Su último club antes de retirarse fue Deportivo Merlo. 
Actualmente es el entrenador de arqueros del plantel profesional de Unión de Santa Fe.

## Clubes
| Club                        | País      | Año       |
| --------------------------- | --------- | --------- |
| Unión de Santa Fe           | Argentina | 1996-1999 |
| Ben Hur de Rafaela          | Argentina | 2000-2001 |
| Unión de Santa Fe           | Argentina | 2001-2002 |
| Gimnasia y Esgrima de Jujuy | Argentina | 2002-2003 |
| Gimnasia y Esgrima (CdU)    | Argentina | 2003-2004 |
| Defensores de Belgrano      | Argentina | 2004-2006 |
| Chacarita Juniors           | Argentina | 2006-2007 |
| Atlanta                     | Argentina | 2007-2008 |
| Almirante Brown             | Argentina | 2008      |
| Atlanta                     | Argentina | 2009-2013 |
| Deportivo Merlo             | Argentina | 2013-2015 |

## Palmarés
| Título                  | Club    | País      | Año  |
| ----------------------- | ------- | --------- | ---- |
| Primera B Metropolitana | Atlanta | Argentina | 2011 |